# Jane Rhodes

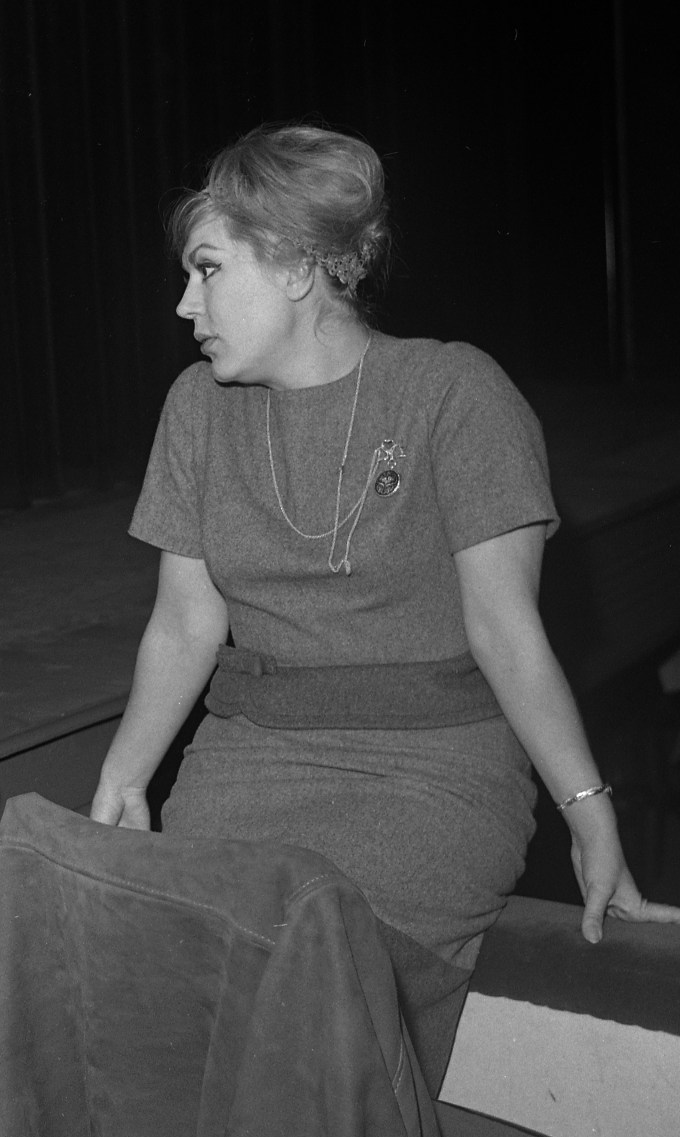

Jane Rhodes (*13 de marzo de 1929, París-† 7 de mayo de 2011, Neuilly-sur-Seine fue una mezzosoprano francesa llamada la «Brigitte Bardot de la Opéra» casada con el director de orquesta Roberto Benzi muy famosa como Carmen de Bizet.
Debutó en 1953 en Nancy y se retiró en 1980. Sus personajes principales fueron Marguerite (La Damnation de Faust de Berlioz), Tosca, Werther. En 1957, fue El ángel de fuego de Serguéi Prokófiev y cantó Salomé, en Aix-en-Provence y el Metropolitan Opera.
En 1961 fue Carmen y Marguerite en el Teatro Colón de Buenos Aires.
En opereta, La Belle Hélène, La Périchole, La Vie parisienne, La Grande-Duchesse de Gérolstein.
Como recitalista de  Claude Debussy, Gabriel Fauré, Johannes Brahms, Gustav Mahler.
Fue condecorada por el gobierno francés con la Legión de Honor.

## Filmografía
- 1961: La Damnation de Faust Georges Dervaux.
- 1962: The Drama of Carmen - Leonard Bernstein. Grand Prix Mondial de la Télévision 1962
- 1976: Un mari, c'est un mari